# Vogal posterior fechada arredondada
| Vogal posterior fechada arredondada | Vogal posterior fechada arredondada |
| ----------------------------------- | ----------------------------------- |
| AFI – número                        | 308                                 |
| AFI – Unicode                       | u                                   |
| AFI – imagem                        |                                     |
| Entidade HTML                       | &#117;                              |
| X-SAMPA                             | u                                   |
| Kirshenbaum                         | u                                   |
| Som Exemplo                         |                                     |

A vogal posterior fechada arredondada é um tipo de som vocálico, presente em alguns idiomas falados. Seu símbolo, tanto no AFI quanto no X-SAMPA, é /u/.

## Características
- Esta é uma vogal fechada, o que significa que a língua fica próxima à parte de cima da boca sem criar uma obstrução que poderia ser classificada como consoante.
- Esta é uma vogal posterior, o que significa que a língua fica para a parte de trás da boca sem criar uma obstrução que poderia ser classificada como consoante.
- Esta é uma vogal arredondada, o que significa que os lábios ficam arredondados.

## Ocorrências
| Idioma          | Idioma          | Palavra  | AFI             | Significado          | Notas                                                                        |
| --------------- | --------------- | -------- | --------------- | -------------------- | ---------------------------------------------------------------------------- |
| Alemão          | Alemão          | Fuß      | [fuːs]          | 'pé'                 | Veja Fonologia do alemão                                                     |
| Árabe           | Padrão          | ?        | [ʕuːd̪d̪]         | 'volte!'             | Veja Fonologia do árabe                                                      |
| Catalão         | Catalão         | suc      | [suk]           | 'suco'               | Veja Fonologia do catalão                                                    |
| Chinês          | Cantonês        | 菇/gu1   | [guː]           | 'cogumelo'           | Veja Cantonês padrão                                                         |
| Croata          | Croata          | u        | [u]             | 'em'                 |                                                                              |
| Eslovaco        | Eslovaco        | u        | [u]             | 'em'                 |                                                                              |
| Espanhol        | Espanhol        | curable  | [kuˈɾable]      | 'curável'            | Veja Fonologia do espanhol                                                   |
| Esperanto       | Esperanto       | super    | [ˈsuper]        | 'acima de'           | Ver Ortografia do esperanto                                                  |
| Feroês          | Feroês          | ur       | [uːr]           | 'relógio de pulso'   |                                                                              |
| Finlandês       | Finlandês       | kukka    | [ˈkukːɑ]        | 'flor'               | Veja Fonologia do finlandês                                                  |
| Francês         | Francês         | où       | [u]             | 'onde'               | Vejae Fonologia do francês                                                   |
| Gaélico escocês | Gaélico escocês | gu       | [gu]            | 'para'               |                                                                              |
| Georgiano       | Georgiano       | გუდა     | [gudɑ]          | 'saco de couro'      |                                                                              |
| Grego           | Grego           | ουρανός  | [ˌuraˈno̞s̠]      | 'céu'                | Veja Fonologia do grego moderno                                              |
| Hebraico        | Hebraico        | תמונה    | [tmuna]         | 'imagem'             | Vogais não aparecem na escrita hebraica, veja Niqqud e Fonologia do hebraico |
| Holandês        | Holandês        | voet     | [vuːt]          | 'pé'                 | Veja Fonologia do holandês                                                   |
| Húngaro         | Húngaro         | unalmas  | [unɒlmɒʃ]       | 'enfadonho', 'chato' | Veja Fonologia do húngaro                                                    |
| Inglês          | GA              | boot     | [bu̟ːˀt]         | 'bota'/boot          | Veja Fonologia do inglês                                                     |
| Inglês          | RP              | boot     | [bu̟ːˀt]         | 'bota'/boot          | Veja Fonologia do inglês                                                     |
| Irlandês        | Irlandês        | gasúr    | [ˈgasˠuːɾˠ]     | 'garoto'             | Veja Fonologia do irlandês                                                   |
| Italiano        | Italiano        | tutta    | [ˈtutta]        | 'toda' (fem.)        | Veja Fonologia do italiano                                                   |
| Norueguês       | Norueguês       | mot      | [muːt]          | 'coragem'            | Veja Fonologia do norueguês                                                  |
| Polaco          | Polaco          | buk      | [buk]           | 'faia'               | Also represented by <ó>. Veja Fonologia do polaco                            |
| Português       | Europeu         | urso     | [ˈuɾsu]         | 'urso'               | Veja Fonologia do português                                                  |
| Português       | Brasileiro      | urso     | [ˈuχsʊ]/[ˈuɻsʊ] | 'urso'               | Veja Fonologia do português                                                  |
| Romeno          | Romeno          | unu      | [ˈunu]          | 'um'                 | Veja Fonologia do romeno                                                     |
| Russo           | Russo           | узкий    | [ˈuskʲɪj]       | 'estreito'           | Veja Fonologia do russo                                                      |
| Sérvio          | Sérvio          | жут /žut | [ʒut]           | 'amarelo'            |                                                                              |
| Sueco           | Sueco           | bot      | [buːt]          | 'penitência'         | Veja Fonologia do sueco                                                      |
| Toki Pona       | Toki Pona       | suli     | [ˈkazɐ]         | 'casa'               | Ver Toki Pona                                                                |
| Turco           | Turco           | uçak     | [utʃak]         | 'avião'              | Veja Fonologia do turco                                                      |
| Vietnamita      | Vietnamita      | tu       | [tū]            | 'mediar'             | Veja Fonologia do vietnamita                                                 |